# De Waaiburg
Vzw De Waaiburg is een Belgische organisatie voor bijzondere jeugdbijstand. De Waaiburg heeft afdelingen in verschillende gemeenten, maar de oorsprong en centrale diensten zijn gesitueerd in Geel. Het hoofdgebouw is een beschermd monument.

## Geschiedenis van het hoofdgebouw
Het hoofdgebouw, gelegen aan de Kameinestraat 35 te Geel, was oorspronkelijk een omwaterde herenwoning met hoeve. De oudste vermelding dateert van 1503. Het was toen in bezit van Hendrik van Ockiers. Vervolgens ging het via overerving over naar andere adellijke families, tot het in 1630 werd gekocht door Simon Raeymaekers, rentmeester van het Land van Geel. In 1633 liet hij er een herenwoning in Vlaamse renaissancestijl bouwen, het huidige hoofdgebouw. Muurankers tonen nog steeds het jaartal 1633. In 1982 werd het gebouw door het Vlaams Instituut voor het Onroerend Erfgoed beschermd als monument.

## Gebouwen, gronden en beheer
In 1765 werd De Waaiburg verkocht aan Egidius Verbruggen (later burgemeester van Geel), die er een brouwerij en azijnstokerij uitbaatte. In 1882 stierf echter de laatste rechtstreekse erfgenaam van de familie Verbruggen, waardoor De Waaiburg moest verkocht worden. Op 2 juni 1882 werd De Waaiburg verkocht aan een herbergier die het kocht in opdracht van Aloysius Verbist, professor in het Klein Seminarie van Hoogstraten en wonende te Geel. De prijs bedroeg toen 17.961,70 Belgische frank. Aloysius Verbist handelde in afspraak met de familie Verbist, die zich geëngageerd had tot het ondersteunen van een nieuw weeshuis. Reeds in 1876 had Jan Hendrik Mombaerts, pastoor-deken van Geel, na het overlijden van Remigius Verbist (pastoor te Itegem), testamentair een bedrag van 16.002,90 Belgische frank in beheer gekregen met als opdracht het te gebruiken tot het dekken van een gedeelte der kosten van een zoo haast mogelijk op te rechten weezenhuis te Gheel. De daaropvolgende jaren volgden nog meer giften voor hetzelfde project, zowel vanwege andere leden van de familie Verbist, als van anderen. Jan Hendrik Mombaerts zou het project uiteindelijk realiseren. Hij benaderde de zusters Annonciaden van Huldenberg en deze engageerden zich om een aantal zusters te sturen om in De Waaiburg een weeshuis en een kleuterschool op te richten.
Op 12 april 1883 werd De Waaiburg plechtig geopend met een mis. De Sint-Vincentiusvereniging speelde van in het begin tot midden de 20e eeuw een belangrijke rol in het verzamelen van giften. Het weeshuis werd dan ook onder de bijzondere bescherming van den heiligen Joseph en van den heiligen Vincentius a Paulo gesteld. De kleuterschool werd op 16 april 1883 geopend. Drie maanden later telde ze al 200 kleuters. Het weeshuis begon haar eigenlijke werking op 19 juli 1883 met 2 kinderen. In 1884 waren er 5 kinderen en in 1885 waren er 16.
In 1885 werden weer in opdracht van Aloysius Verbist nog twee gronden bijgekocht. In 1957 werd daarop een speeltuin aangelegd.
Intussen bleven de giften komen, vooral van vrouwen en vooral van de familie Verbist.
In 1891 werd een nieuwe vleugel bijgebouwd ten westen van het hoofdgebouw. Deze vleugel bevatte onder meer een kapel, een ziekenzaal en een feestzaal.
Hubert Verbist, onderpastoor van de Sint-Jacobskerk (Leuven) deed veel bijdragen en bij zijn dood schonk hij 20.000 frank aan De Waaiburg. De interest daarvan moest gebruikt worden om 4 weesjes te houden, aan te duiden door de familie Verbist. De weesjes moesten jaarlijks 2 missen horen en 2 kruiswegen doen ter ere van Hubert Verbist en zijn ouders.
In 1905 werd de brouwerij en azijnstokerij (oostelijke vleugel) afgebroken en vervangen door de huidige vleugel met onder meer een refter, een klas en een slaapzaal.
Dan werd eigenaar Aloysius Verbist ernstig ziek. Daarom werd op 26 juni 1907 De Waaiburg officieel op naam gezet van acht zusters Annonciaden van Huldenberg. Reeds vroeger, in 1895, was er sprake van het overdragen van de eigendom naar de zusters, maar de hoger vermelde Hubert Verbist verzette zich heftig hiertegen. Bij de overdracht had de eigendom een oppervlakte van 1 ha 36 a 5 ca, en werd geschat op een waarde van 40.000 frank.

Tegelijk werd op 26 juni 1907 op akte gesteld dat dezelfde acht zusters een maatschappij stichten die voor doel zal hebben het onderwijs der jongheid, het handwerk en den naaistiel, alsmede het genot en het gebruik in gemeen der goederen toehoorende aan de maatschappij. Hierdoor werd De Waaiburg bezit van de kloostergemeenschap.
Op 6 januari 1923 droegen de acht zusters de onroerende goederen over aan de vzw Vereniging der parochiale werken van de dekenij Gheel.
Op 18 maart 1945 werd de nog steeds bestaande Mariagrot in de voortuin van De Waaiburg gewijd.
In 1973 droegen de zusters Annonciaden van Huldenberg het beheer van De Waaiburg over aan de vzw Kindertehuis Sint-Jozef (deze vzw was opgericht op 16 november 1972).
In 1990 werden de eigendomsrechten verdeeld. Het terrein van De Waaiburg met alle gebouwen en de speeltuin werd eigendom van vzw De Waaiburg. Het kleuterschooltje met speelplaats bleef eigendom van vzw Parochiale Werken Dekenij Geel.
In 1997 vond een kleine grondruil plaats: een stukje grond werd eigendom van de vzw Parochiale Werken Dekenij Geel om de keuken van de feestzaal Sint-Amands uit te breiden; in ruil werd het kleuterschooltje met speelplaats eigendom van De Waaiburg. Eveneens in 1997 kocht de gemeente Geel de speeltuin aan om er een nieuwe openbare speeltuin met park van te maken.

## Namen van de organisatie
In de volksmond werd De Waaiburg lang “het weeshuis” genoemd. De laatste decennia spreekt met gewoon over “De Waaiburg”.
In de loop der jaren wijzigde de officiële naam van de organisatie meermaals:
- 1883: Katholiek Weeshuis (vanaf 1885 werd het soms ook “Het gesticht van de H. Vincentius, Waaiburg te Gheel” genoemd, hoewel dit niet de officiële naam was)
- 1958: Kindertehuis St.-Jozef
- 1973: Vzw Kindertehuis St.-Jozef
- 1983: Vzw De Waaiburg (laatste naamswijziging bij de viering van het honderdjarig bestaan van De Waaiburg)

## Evolutie van de bijzondere jeugdzorg
In de loop van haar geschiedenis is De Waaiburg geëvolueerd van een streng gedisciplineerd internaat-weeshuis voor meisjes naar een multifunctionele eenheid voor zowel jongens als meisjes, met een gedifferentieerd aanbod van gezinsondersteunende hulpverleningsvormen binnen de bijzondere jeugdbijstand, met oog voor zorg op maat en veel aandacht voor de rechten van jongeren en hun ouders.
In de 19e eeuw gingen religieuze ordes zich met steun van gegoede burgers steeds meer toeleggen op het uitbouwen van weeshuizen omdat tijdens de industrialisatie het aantal verwaarloosde en verlaten kinderen toenam. In deze context ontstond het “Katholiek weeshuis” in Geel in 1883. Wezen waren jongeren waarvan één of beide ouders waren overleden. Als de moeder overleden was, had de vader dikwijls geen tijd of middelen om voor de kinderen te zorgen. De overgebleven ouder of voogd kon de kinderen toen zelf aanmelden bij een weeshuis. Ze ondertekenden dan een verklaring waarin ze zich verplichtten te betalen voor het verblijf en waarin ze zich verbonden om de kinderen niet terug te eisen voordat ze 21 jaar waren. Ook gemeentebesturen konden, mits betaling, beroep doen op het weeshuis.
Aanvankelijk leefden de kinderen in één grote groep. Ze sliepen in twee slaapzalen, droegen allemaal hetzelfde uniform, gingen tot het 8ste leerjaar naar school en moesten dan gaan werken.
In 1912 verscheen de Wet op de kinderbescherming. Hierdoor konden kinderrechters beslissen om kinderen te plaatsen en ouders uit hun ouderlijke macht te ontzetten. Dit gaf de start aan de overheidsfinanciering. Instellingen kregen voortaan een vergoeding voor de kosten voor het onderhoud en opvoeding.
Met de Wet op het kinderwelzijn van 1919 werd het “Nationaal Werk voor Kinderwelzijn” (NWK) opgericht, het latere Kind en Gezin. Van 1944 tot 1969 kreeg De Waaiburg van het NWK een kleine toelage voor de opvang van kinderen tot 3 jaar. Het NWK oefende dan toezicht uit op de hygiëne van de kinderen en de materiële omstandigheden.
In 1925 verscheen de Wet op de Commissie voor Openbare Onderstand. Families met financiële moeilijkheden konden voortaan steun krijgen. De Commissie voor Openbare Onderstand kon ook kinderen plaatsen en de kosten ervoor betalen. In 1940 betaalde de Commissie voor Openbare Onderstand van Geel zo voor 20 weesjes in De Waaiburg.
Alle bijdragen volstonden echter niet om rond te komen. Geldinzamelingen, verkoop van handwerk van kinderen, toneelstukjes en bedelacties bleven noodzakelijk om aan de noodzakelijke financiële middelen te komen. Van 1934 tot 1953 had De Waaiburg zelfs een vaste “bedelzuster”, zuster Beda: zij ging iedere donderdagnamiddag eieren, aardappelen en andere zaken – later ook geld – rondhalen. Er bleven veel giften komen, waarvoor De Waaiburg in ruil missen moest laten opdragen. Op een bepaald moment moesten er 42 missen per jaar betaald en gelezen worden voor weldoeners. Dit was te veel. In 1929 werd dit door de bisschop herleid tot 11, in 1932 tot 8 en in 1943 tot 5.
Aan het eind van de Tweede Wereldoorlog vielen 52 obussen neer op het terrein van De Waaiburg, maar niemand werd gedood of gewond. Na de Tweede Wereldoorlog braken betere tijden aan: nieuwe cursussen en studierichtingen werden opgericht binnen De Waaiburg en er kwam meer welvaart voor de kinderen, die voortaan in 3 leefgroepen werden ingedeeld.
Tijdens de Eerste Wereldoorlog verbleven 60 à 70 meisjes van 0 tot 21 jaar in De Waaiburg. In 1959 daalde de capaciteit van 60 naar 50 kinderen. Deze werden dan ingedeeld in 4 groepen van ongeveer 13 kinderen per paviljoen. De doelstelling luidde voortaan: “aan het sociaal onaangepaste kind de verzorging, de opvoeding en de begeleiding geven die het in staat stellen zich sociaal en familiaal te re-integreren in de maatschappij, door toepassing van het verticaal systeem”. Geleidelijk deed het gezinsgericht denken zijn intrede en werden broers en zusters niet meer gescheiden, maar konden ze samen opgroeien.
De Wet op de jeugdbescherming van 1965 gaf meer aandacht aan het werken met het gezin. Jeugdbeschermingscomités werden opgericht, jeugdrechtbanken kregen meer bevoegdheden en het subsidiëringssysteem werd verbeterd.
In 1966 kwam de eerste leken-opvoedster in dienst: Maria Wouters. In 1973 droegen de zusters Annonciaden van Huldenberg het beheer van De Waaiburg over aan een vzw. Pas aan het eind van de jaren ’80 namen leken volledig de plaats van de zusters over.
In 1973 werd De Waaiburg een vzw. Er kwamen steeds meer lekenopvoeders en het streven naar een multidisciplinaire werking werd steeds meer vooropgesteld.
In 1978 werd De Waaiburg erkend als jeugdbeschermingsinstelling met een capaciteit van 50 kinderen tussen 0 en 21 jaar. De eerste orthopedagoog trad in dienst.
In 1980 verscheen de eerste beleidsnota van De Waaiburg. Hierin werd afgestapt van de machtsrelatie. De relatie opvoeder – jongere werd beschreven als een hulpverleningsrelatie.

In datzelfde jaar verhuisde een leefgroep kinderen naar een huis in Geel, los van de centrale instelling.
In 1982 werd een tweede huis in Geel gehuurd als halfweghuis voor adolescenten. Later werd dit uitgebouwd tot kamertrainingscentrum.
In 1984 kreeg De Waaiburg de goedkeuring om begeleid zelfstandig wonen voor jongeren die de instelling verlieten uit te bouwen.
In 1985 werd een derde huis in de stad gehuurd. Datzelfde jaar ging de laatste directrice van de zusters Annonciaden van Huldenberg met pensioen: zuster Joaneta (Maria Huybrechts). Zij was directrice van 1961 tot 1985. Jan Bosmans werd de eerste leken-directeur van De Waaiburg. Eveneens in 1985 werd het eerste dagcentrum, De Werft (huidige Parkoers), opgericht.
In 1989 stopte de laatste zuster met de begeleiding van jongeren.
In 1991 werd het kamertrainingscentrum Pitstop ingehuldigd. Jongeren vanaf 17 jaar worden er voorbereid op zelfstandigheid.
In 1992 startte de thuisbegeleidingsdienst Aandacht.
In 1995 kreeg De Waaiburg een erkenning voor een capaciteit van 64 jongeren. Opvoeders worden voortaan “begeleiders” genoemd.
In 1996 werd directeur Jan Bosmans stafmedewerker van het Vlaams Welzijnsverbond. Simonne Daems werd de nieuwe directeur en is dat nog steeds.
In 2003 nam De Waaiburg het beheer van het gezinstehuis De Hoeve te Geel over. Deze zal later worden gesloten en de capaciteit werd overgedragen naar de 3 reeds bestaande residentiële afdelingen van De Waaiburg.
In 2004 startte De Waaiburg een GIT-project (gestructureerde intensieve trajectbegeleiding). Moeilijk begeleidbare jongeren kregen hier intensievere begeleiding.
In 2007 startte De Waaiburg met een klein multifunctioneel centrum (MFC). Dit moet flexibelere begeleiding van jongeren toelaten. Residentiële, mobiele en ambulante hulp moeten naadloos ingezet kunnen worden.
In 2010 werd heel De Waaiburg omgevormd tot een MFC.
In 2011 werd het GIT-project stopgezet en omgevormd tot 8 plaatsen voor kortdurende begeleiding.
In 2012 werd de thuisbegeleidingsdienst uitgebreid met 8 kortdurende begeleidingen.

### Buiten Geel
Vanaf de jaren ’90 wordt De Waaiburg ook actief buiten Geel.
- 1990: opening van het dagcentrum Jan Rap te Mol;
- 1991: opening van het dagcentrum Kameleon te Herentals.

## Werking
De Waaiburg is een organisatie voor bijzondere jeugdzorg, gesubsidieerd door het Vlaams ministerie van Welzijn, Volksgezondheid en Gezin. De Waaiburg biedt opvang en begeleiding aan jongeren en hun gezin in problematische opvoedingssituaties met het oog op maatschappelijke re-integratie. De visie vertrekt vanuit een emancipatorisch denken, zorg op maat en netwerkgericht werken. De organisatiestructuur is horizontaal.

### Verwijzing
Ouders of andere betrokkenen kunnen kinderen niet rechtstreeks aanmelden voor begeleiding. Aanmelding kan alleen via de sociale dienst van de Jeugdrechtbank of via het Comité voor Bijzondere Jeugdzorg. Ouders kunnen wel een hulpvraag stellen aan het Comité.

### Hulpverleningsvormen
De Waaiburg omvat 3 hulpverleningsvormen: residentiële afdelingen, dagcentra en thuisbegeleiding:
- De residentiële afdelingen hebben samen een capaciteit van 35 jongeren:
  - De Leeuwerik: 11 plaatsen voor kinderen van 0 tot 18 jaar
  - ’t Spoor: 12 plaatsen voor pubers van 12 tot 18 jaar
  - Pitstop: 12 plaatsen voor kamertraining van jongeren van 17-18 jaar
- De dagcentra hebben samen een capaciteit van 25 jongeren, allemaal van 6 tot 18 jaar:
  - Parkoers: 9 plaatsen in Geel
  - Jan Rap: 6 plaatsen in Mol
  - Kameleon: 10 plaatsen in Herentals
- In totaal is er een erkenning voor 48 plaatsen voor thuisbegeleiding van jongeren van 0 tot 18 jaar:
  - Aandacht: 24 plaatsen + 8 plaatsen voor kortdurende begeleiding
  - 8 bijkomende plaatsen voor thuisbegeleiding bij ’t Spoor en 8 bij de dagcentra

### Personeel
In 2008 werd De Waaiburg gesubsidieerd voor 48 fte. In totaal werkten er toen 65 personen.